# Прогресс (Северо-Казахстанская область)
Прогресс (каз. Прогресс) — упразднённое село в Мамлютском районе Северо-Казахстанской области Казахстана. Упразднено в 2018 г. Входило в состав Беловского сельского округа. Код КАТО — 595233300.

## География
Находится в 5-ти километрах от районного центра. Расположено около озера Степное.

## Население
В 1999 году население села составляло 209 человек (115 мужчин и 94 женщины). По данным переписи 2009 года, в селе проживало 41 человек (21 мужчина и 20 женщин).